# Ataúd real

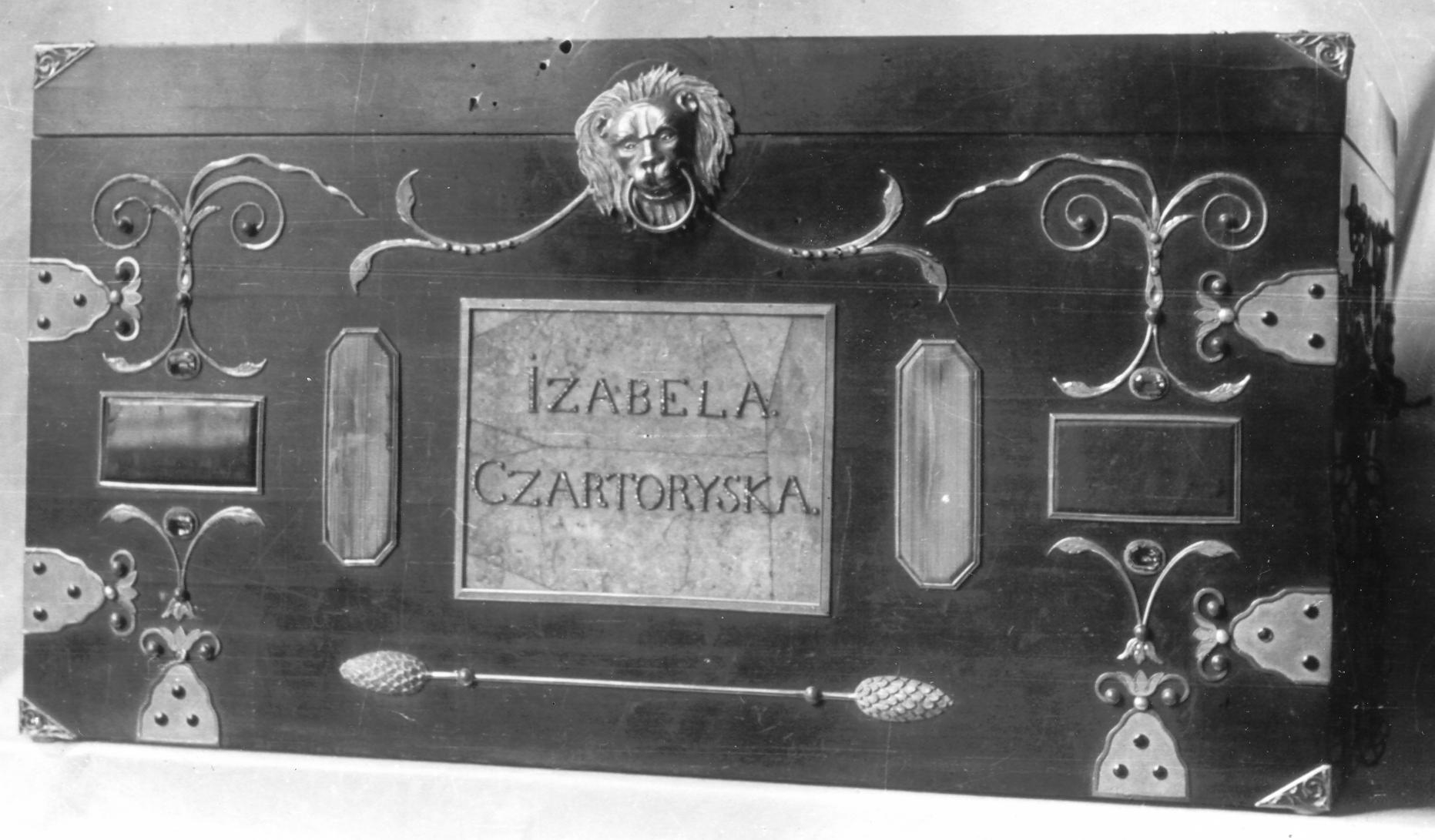
el ataúd real

El ataúd real es un cofre de madera de ébano en 1800 para Izabela Czartoryska para almacenar recuerdos de los monarcas polacos .

## Historia

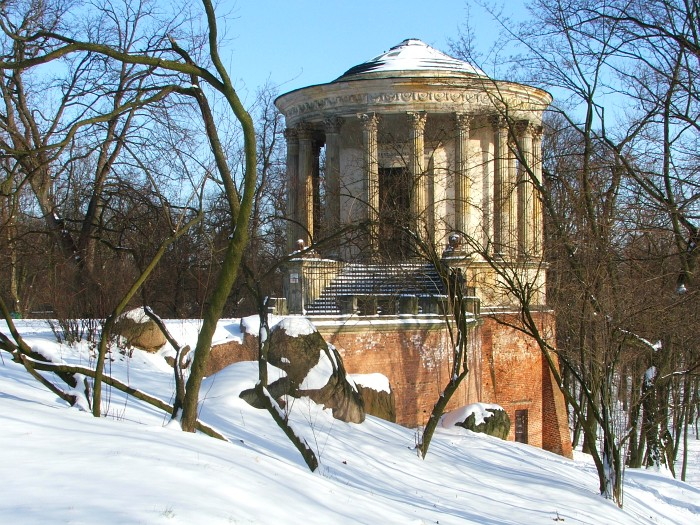
Templo de la Sibila en Puławy (2007)

Era la pieza más importante del Templo de la Sibila en Puławy. Fue colocado en un lugar expuesto de este museo sobre un basamento de granito y revestido con una tela de damasco . En el interior, la duquesa Izabela Czartoryska guardaba objetos que había adquirido a principios del siglo XIX, que eran recuerdos históricos de los reyes polacos.
En 1830, el cofre fue llevado a Sieniawa, y tras la caída del Levantamiento de noviembre, gracias al príncipe Adam Jerzy Czartoryski, fue enviado a París y almacenado en el Hotel Lambert.
A finales del XIX se incluyó en la colección del Museo de los Príncipes Czartoryski en Cracovia. Sin embargo, no fue expuesto al público. En ese momento, algunos de sus contenidos fueron donados por los príncipes Czartoryski a Wawel y a las colecciones de la Universidad Jagellónica .
En vísperas del estallido de la Segunda Guerra Mundial, junto con otras obras de arte de la colección Czartoryski, fue sustraído y escondido en un escondite en uno de los anexos del Palacio Czartoryski en Sieniawa. Allí, en septiembre de 1939, fue encontrado y saqueado por soldados alemanes. Se desconoce su futuro destino.

## Descripción del Ataúd Real
El ataúd estaba hecho de madera de ébano, forjado con dorado, ornamentado y engastado con piedras preciosas y semipreciosas. En su centro, que medía 49 × 34 x27 cm había cuatro cajones divididos en compartimentos tapizados con terciopelo verde. En la parte superior y en los cuatro lados de la caja había una inscripción: PAMIĄTKI POLSKIE ZEBRAŁA IZABELA CZARTORYSKA DEL AÑO 1800. HIZO JANNASCH EN VARSOVIA .

## El contenido del ataúd real
En 1939, el cofre contenía:
- Caja de bombones esmaltada
- Broche esmaltado y dorado con una miniatura del rey Augusto III de Sajonia,
- Etiqueta de reloj King Stanisław August Poniatowski hecha de seda y oro con una gema
- Dos brazaletes de oro, uno con la imagen de la reina Maria Leszczyńska, el otro con un busto del rey Stanisław Leszczyński
- La limosna de la reina María Leszczyńska de terciopelo, bordada en seda y oro
- Un Camafeo que muestra el perfil del rey Stanisław August
- Un camafeo coral con busto del rey, enmarcado en base plateada
- Un camafeo con un retrato del rey Augusto III
- Un camafeo con un fardo de Vasa y el monograma de Władysław IV
- Dos llaves: hierro más grande, hierro más pequeño y bronce
- Llave de chambelán con águila polaca, bronce, dorada.
- Cruz sobre cadena de Anna Jagiellonka, grabada y cincelada, de oro con zafiros
- Cruz pectoral de Segismundo I sobre cadena de oro decorada con jaspe
- Cruz del pedido realizada en esmalte
- Cruz pectoral dSegismundo II realizada en oro y decorada con perlas
- Cruz pectoral de Segismundo III .
- Cadena de Jan Kazimierz de finales de los siglos XVI y XVII.
- Cadena de oro de Constanza de Austria de finales de los siglos XVI y XVII.
- Una cuchara - Cubiertos de viaje del rey Jan III Sobieski
- Miniatura "Madonna and Child" de Maria Ludwika del siglo XVII
- Medallón de oro decorativo con el busto de Segismundo III
- Retrato en miniatura a dos caras; Władysław IV en el anverso, la reina Maria Ludwika en el reverso
- Collar de oro de Maria Ludwika engastado con piedras preciosas
- Encuadernación en plata del libro de oraciones "Horas" de Maria Ludwika Gonzaga
- Orden del Toisón de Oro en la cadena de Władysław IV, hecha de oro y plata
- Orden de Lorena establecida por el rey Stanisław Leszczyński
- Hebilla en forma de escudo de latón y plata para el monedero con águila
- Cinturón de plata de la reina Maria Leszczyńska hecho con deshuesado
- Tres anillos de Władysław IV, dos de oro con diamantes y turquesas y un anillo de sello de plata
- Anillo de oro de Zygmunt Stary con un diamante
- Busto del rey August III, dos bustos del rey August II, busto del rey Stanisław Leszczyński (miniaturas)
- Caja de rapé de plata y marfil
- Rosario "Reina Leszczyńska" de madera, plata y perla
- Los dos ataúdes de madera de sándalo de la reina Bona hechos en 1518
- Cubiertos de plata de Zygmunt Kazimierz
- Caja de rapé del siglo XVIII realizada en oro, perla y cristal .
- Caja de rapé de carey con una miniatura de Stanisław August
- Tableta de cristal
- Escudo con mango de espada del siglo XVIII
- Sello de oro del rey Augusto II
- Sello de oro del rey Stanisław August Poniatowski
- La tapa de la tabaquera de marfil con el busto del rey Jan III
- Colgante dorado - Águila polaca en una cadena
- Suspensión de una cadena de Anna Jagiellonka de 1540
- Suspensión con un águila de principios del siglo XVIII.
- Un reloj de bolsillo de la década de 1700 realizado con la técnica del cincelado.
- Un reloj de bolsillo de plata y cristal del siglo XVII.
- reloj de bolsillo del siglo XVIII
- Reloj de bolsillo del rey Stanisław Leszczyński
- Un reloj de bolsillo de la reina Maria Kazimiera
- Un reloj de bolsillo para hombre con un retrato del rey Augusto III
- Un reloj de bolsillo del príncipe Jakub Sobieski
- Reloj pectoral de plata de Zygmunt III

## notas al pie
- Datos: Q7373924